# Calheta (Açores)
Pour les articles homonymes, voir Calheta.

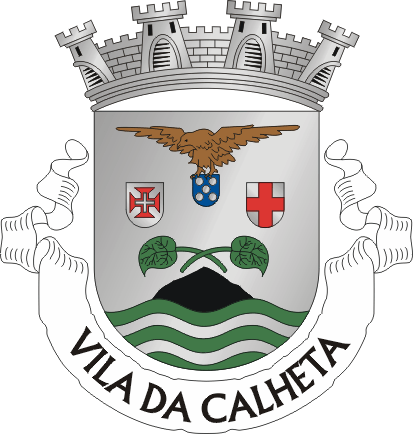
blason de la commune

Calheta est une petite ville portugaise, située sur l'île de São Jorge, dans l'archipel des Açores.
La commune de Calheta couvre la partie orientale de l'île de São Jorge, la partie occidentale correspondant à la commune de Velas. La population est de 3 773 habitants d'après le recensement de 2011.

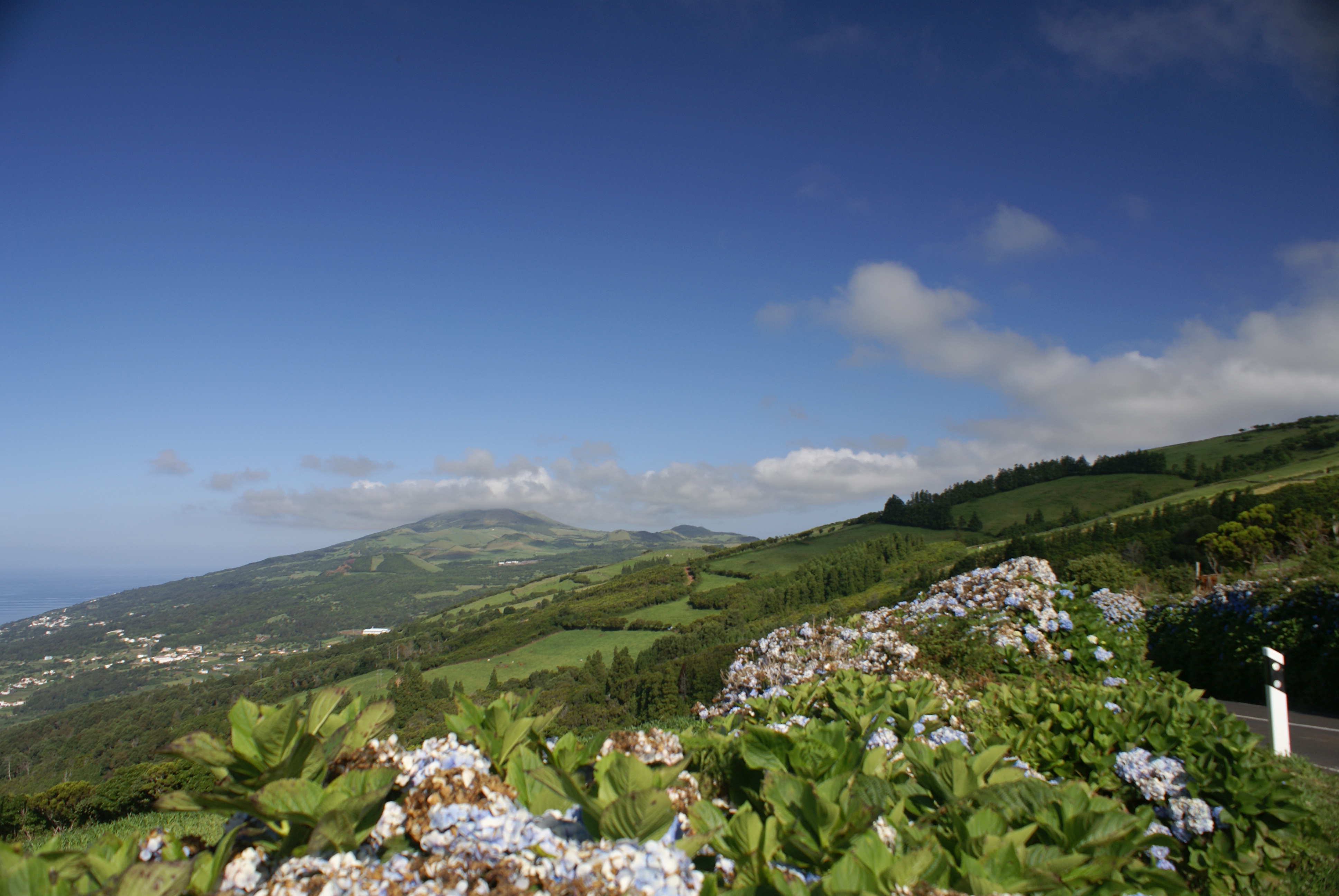
Chaîne intérieure du complexe volcanique de Topo, divisant les paroisses nord et sud de la commune de Calheta